# モンティ・アレキサンダー
モンティ・アレキサンダー（Monty Alexander、1944年6月6日 – ）は、ジャマイカ出身のジャズ・ピアニスト。

## 略歴
1944年、ジャマイカ・キングストン生まれ。1961年にアメリカ合衆国フロリダ州マイアミに家族と移住。1962年にニューヨークに移り、ジャズクラブ「ジリーズ（Jilly’s）」で演奏を開始。1964年に20歳でカリフォルニア州にてデビュー・アルバム『アレキサンダー・ザ・グレイト』を録音。
1969年にはミルト・ジャクソンと、1974年にアーネスト・ラングリン、ヨーロッパでは同年にエド・シグペンと録音。その後のトリオではよくオスカー・ピーターソン、ハーブ・エリス、レイ・ブラウン、マッズ・ヴィンディング、エド・シグペン、ニールス＝ヘニング・エルステッド・ペデルセンと演奏している。
1970年代中期にはベースのジョン・クレイトン、ドラムのジェフ・ハミルトンとグループを組み、ヨーロッパのジャズ界で活躍。1976年のモントルー・ジャズ・フェスティバルでの録音『モントゥルー・アレキサンダー・ライヴ』は最も著名な演奏となっている。
1990年代にはメンバー全員がジャマイカのミュージシャンというレゲエ・バンドを結成。いくつかのレゲエ・アルバムを発表している。

## 受賞歴
- 2000年: ジャマイカ研究所（Institute of Jamaica）からマスグレーヴ・メダル金賞[1]
- 2012年: インデペンデント音楽賞・最優秀ライブ演奏賞 Harlem Kingston Express Live![2]

## ディスコグラフィ

### リーダー・アルバム
- 『アレキサンダー・ザ・グレイト』 - Alexander the Great (1965年)
- Monty Alexander (1965年)
- 『スパンキー』 - Spunky (1965年、パシフィック・ジャズ)
- 『ズィング!』 - Zing! (1968年、RCA)
- This Is Monty Alexander (1969年、ヴァーヴ)
- 『テイスト・オブ・フリーダム』 - Taste of Freedom (1970年)
- 『ヒアー・カムズ・ザ・サン』 - Here Comes the Sun (1971年、MPSレコード)
- 『愛のプレリュード』 - We've Only Just Begun (1973年、MPS)
- 『アランフェス』 - Perception! (1974年、MPS) ※『Concerto D'Aranjuez』として再発あり
- 『ラス』 - Rass! (1974年、MPS) ※with アーネスト・ラングリン
- 『ラヴ・アンド・サンシャイン』 - Love & Sunshine (1974年、MPS)
- 『限りなき愛』 - Unlimited Love - Live & In Concert (1975年、MPS)
- 『モントゥルー・アレキサンダー・ライヴ』 - Montreux Alexander (1976年、MPS)
- 『コビリンボ』 - Cobilimbo (1977年、MPS) ※with アーネスト・ラングリン
- 『エスターテ』 - Estade (1978年、MPS)
- 『ジャマイカ・ブレンド』 - Jamento (1978年、ファンタジー)
- Live in Holland (1978年、Polydor)
- 『イン・トーキョー』 - In Tokyo (1979年、Pablo)
- 『ソー・ホワット?』 - So What? (1979年、The Black & Blue Sessions)
- 『ザ・ウェイ・イット・イズ』 - The Way It Is (1979年、MPS) ※1976年録音
- Solo (1980年、Jeton)
- Summerwind (1980年、ポリグラム)
- 『ファセッツ』 - Facets (1980年、コンコード・ジャズ) ※with レイ・ブラウン、ジェフ・ハミルトン
- 『アイボリー・アンド・スティール』 - Ivory and Steal (1980年、コンコード・ピカンテ)
- 『ジャスト・フレンズ』 - Monty Alexander – Ernest Ranglin (1981年、MPS) ※with アーネスト・ラングリン
- 『フィンガリング』 - Fingering (1981年、Atlas)
- 『ルック・アップ』 - Look Up (1982年)
- 『トリプル・トリート』 - Triple Treat (1982年、コンコード・ジャズ)
- 『ザ・デューク・エリントン・ソング・ブック』 - Duke Ellington Songbook (1983年、MPS)
- Reunion in Europe (1984年、コンコード・ジャズ) ※with ジョン・クレイトン、ジェフ・ハミルトン
- Overseas Special (1984年、コンコード) ※with レイ・ブラウン、ハーブ・エリス
- 『フル・スティーム・アヘッド』 - Full Steam Ahead (1986年、コンコード・ジャズ)
- 『フライデー・ナイト』 - Friday Night (1987年、Limetree)
- 『トリプル・トリート2』 - Triple Treat II (1987年、コンコード・ジャズ)
- To Nat, with Love (1987年、Mastermix)
- 『ジャンボリー』 - Jamboree (1988年、コンコード)
- 『トリプル・トリートIII』 - Triple Treat III (1989年、コンコード・ジャズ)
- 『サタデー・ナイト』 - Saturday Night (1999年、Timeless)
- 『ザ・リヴァー』 - The River (1990年、コンコード・ジャズ)
- 『カリビアン・サークル』 - Carbbean Circle (1993年、チェスキー)
- Live at Maybeck (1995年、コンコード・ジャズ)
- Steamin' (1995年、コンコード・ジャズ)
- 『ヤード・ムーヴメント』 - Yard Movement (1995年、アイランド)
- Echoes of Jilly's (1997年、コンコード)
- The Concord Jazz Heritage Series (1998年、コンコード・ジャズ) ※コンピレーション
- Stir It Up – The Music of Bob Marley (1999年、テラーク)
- 『スリーサム』 - Threesome (1999年、Soul Note) ※with グラディ・テイト、ニールス＝ヘニング・エルステッド・ペデルセン
- Ballad Essentials (2000年、コンコード・ジャズ)
- Island Grooves (2000年、コンコード・ジャズ) ※コンピレーション
- 『モンティ・ミーツ・スライ&ロビー』 - Monty Meets Sly & Robbie (2000年、テラーク)
- 『ゴーイン・ヤード』 - Goin' Yard (2001年、テラーク)
- 『メニー・リバース・トゥ・クロス〜カリブの熱い風』 - Many Rivers to Cross (2001年、Meldac)
- 『カリビアン・デュエット』 - Caribbean Duet (2001年、Sound Hills) ※with ミシェル・サルダビー
- 『マイ・アメリカ』 - My America (2002年、テラーク)
- Triple Scoop (2002年、コンコード・ジャズ) ※with レイ・ブラウン、ハーブ・エリス
- Impressions In Blue (2003年、テラーク)
- 『リル・ダーリン』 - Li'l Darlin (2003年、Absord Japan)
- Straight Ahead (2003年、コンコード) ※コンピレーション with レイ・ブラウン、ハーブ・エリス
- Steaming Hot (2004年、コンコード) ※コンピレーション
- Rocksteady (2004年、テラーク) ※with アーネスト・ラングリン
- 『ライヴ・アット・イリディウム』 - Live at the Iridium (2005年、テラーク)
- 『ジャズ・カリプソ〜モンティ・アレキサンダー・カリビアン・ベスト』 - Jazz Calypso (2005年、JVC) ※コンピレーション
- 『コンクリート・ジャングル : ザ・ミュージック・オブ・ボブ・マーリー』 - Concrete Jungle: The Songs of Bob Marley (2006年、テラーク)
- The Good Life: Monty Alexander Plays the Songs of Tony Bennett (2008年、チェスキー)
- Calypso Blues: The Songs of Nat King Cole (2009年、チェスキー)
- 『ラブ・ミー・テンダー』 - Love Me Tender (2011年、Venus)
- Uplift (2011年、Jazz Legacy Productions)[3]
- Harlem – Kingston Express Live! (2011年、Motéma)
- Uplift 2 (2013年、Jazz Legacy Productions)
- Harlem – Kingston Express, Vol 2: River Rolls On(2014年)[4]
- 『スウィンギン'79〜ライヴ・アット・アルテック』 - Swingin' 79 - Live At Altec (2015年、Muzak, Inc)
- 『サンデー・ナイト』 - Sunday Night (2016年、Solid)
- Road Dog (2017年、MACD)
- Wareika Hill: Rasta-Monk Vibrations (2019年、MACD)
- 『ラヴ・ユー・マッドリー〜ライヴ・アット・ババズ』 - Love You Madly: Live At Bubba's (2020年、Resonance)
- 『ライヴ・アット・ザ・キュリー・セレクト・ジャズ・フェスティバル 1991』 - Live At The Cully Select Jazz Festival 1991 (2020年、Solid)

### 参加アルバム
ディジー・ガレスピー
- 『ディジー・ガレスピー・ジャム・アット・モントゥルー'77』 - Montreux '77: Dizzy Gillespie Jam (1977年、パブロ)

ミルト・ジャクソン
- 『ザッツ・ザ・ウェイ・イット・イズ』 - That's the Way It Is (1969年、インパルス!)
- 『ジャスト・ザ・ウェイ・イット・ハッド・トゥ・ビー』 - Just the Way It Had to Be (1969年、インパルス!)
- A London Bridge (1982年、パブロ)

アーネスト・ラングリン
- 『ラングリプソ』 - Ranglypso (1974年、MPS)
- Below the Bassline (1996年、ユニバーサル)

### 映像作品
- New Morning – The Paris Concert (2008年) ※DVD
- アル・ディメオラ、スタンリー・クラーク、ジャン＝リュック・ポンティ : Live at Montreux (1994年) ※特別ゲストとして